# Сколько лет, сколько зим! (фильм)
«Сколько лет, сколько зим!» — советский художественный фильм, снятый в 1965 году режиссёром Николаем Фигуровским по собственному сценарию.
Премьера фильма состоялась 24 октября 1966 года. Фильм посмотрели 12,3 млн зрителей за первый год кинопроката.

## Сюжет
Молодой сельский учитель Василий Ильич Радецкий незадолго до войны вступает в фиктивный брак с Катей, родственницей репрессированного военачальника, и увозит ее в деревню, спасая от ареста, вместе с девочкой, дочерью военачальника, которую они удочерили. Катя полюбила Василия, их брак стал действительным. Началась война, Радецкий ушел на фронт, беременная Катя перенесла много бед в оккупации, ребенок у нее умер, но приемную дочь ей удалось спасти. Герои встретились после войны, и Радецкий продолжал учительствовать в той же деревне.

## В ролях
| Актер                | Роль                                      |
| -------------------- | ----------------------------------------- |
| Александр Демьяненко | Василий Ильич Радецкий (сельский учитель) |
| Валентина Куценко    | Катя                                      |
| Нинель Жуковская     | Клавдия                                   |
| Тамара Логинова      | Коробова                                  |
| Михаил Глузский      | полковник-пограничник                     |
| Александр Лукьянов   | Макарович                                 |
| Владимир Васильев    | Григораш                                  |
| Леонид Кмит          | Кравец                                    |
| Светлана Данильченко | Люба                                      |
| Александр Гречаный   | дядя Федя                                 |